# تافراوت (تافراوت)
تافراوت هو دُوَّار يقع بجماعة امسيد، إقليم طانطان، جهة كلميم واد نون في المملكة المغربية. ينتمي الدوّار لمشيخة تافراوت التي تضم دوار واحد. يقدر عدد سكانه بـ 374 نسمة حسب الإحصاء الرسمي للسكان والسكنى لسنة 2004.

## روابط خارجية
- البوابة الوطنية للجماعات الترابية نسخة محفوظة 12 مارس 2018 على موقع واي باك مشين.
- المندوبية السامية للتخطيط